# Casa Luis Barragán
Kuća i studio Luisa Barragána (šp. Casa Estudio Luis Barragán) na brojevima 12. i 14. ulice General Francisco Ramirez u blizini postaje podzemne željeznice Constituyentes (četvrt Tacubaya glavnog grada Meksika, grada Meksika), je nakon Drugog svjetskog rata bila rezidencija arhitekta Luisa Barragána do njegove smrti 1988. godine. 
Ova betonska trokatnica površine 1.162 m², sagrađena 1948. godine, sa svojim privatnim vrtom savršeno predstavlja Barraganov stil u kojemu je spojio težnje moderne arhitekture s elementima meksičke narodne umjetnosti. Tako je Barraganov dom postao jedno od najutjecajnijih djela moderne arhitekture, osobito u izgradnji modernih vrtova, trgova i krajolika. Zbog toga je Kuća Luisa Barragána upisana na UNESCO-ov popis mjesta svjetske baštine u Sjevernoj Americi 2004. godine kao „umjetnički manifest, nastao kao rezultat kritike i obnove pokreta moderne arhitekture, koji postiže spoj kulturnih tradicija i umjetničkih stilova, prije svega meksičke baštine, ali i drugih pristupa”.
Danas je muzej kojim upravlja »Fundacija arhitekture Luis Barragán« (Fundación de Arquitectura Tapatía Luis Barragán) i može se obići samo uz vodiče.

## Odlike
Barragan je najprije betonom i gipsom preuredio postojeću kuću Ortega, a nakon što je kupio susjedno zemljište otpočeo je nadogradnju studija na sjeveru i vrta na zapadu kuće.
Na ulazu je pročelje izjednačeno s izgledom susjednih fasada masivnih zidova s preciznim otvorima, te se ističe tek svojom veličinom. Kuća time naglašava da je dom gospodina višeg staleža, ali u isto vrijeme njegovi skromni materijali govore o introspektivnoj i intimnoj prirodi. Vanjski zidovi su sačuvali boju i prirodnu hrapavost ožbukanog betona.
Unutra se do odvojena blagovaonica dolazi iz hodnika i dnevnog boravka uz koji se nalazi mala trpezarija i kuhinja. Svi ovi prostori su otvoreni prema vrtu. Na prvom katu su spavaća soba i gostinjska soba, kao i tzv. „poslijepodnevna soba” (za odmor). Na drugom katu se nalaze uslužbe prostorije i krovnna terasa. Gornjem katu se pristupa putem uskog stubišta bez ograde. Različiti katovi nisu u istoj razini, ali su dizajnirani kako bi se omogućio prostor različitih visina. Tako je dnevni boravak na dva kata. Unutarnji prostori su uglavnom osvijetljeni prirodnom svjetlošću kroz brojne otvore, a jedini vještački izvori svjetla su malene svjetiljke na malim stolovima.
Sjeverni dio je rezerviran za studio s izravnim pristupom s ulice, ali i unutarnjim pristupom iz dnevnog boravka, te s vrtom kroz posebno dvorište. Uz ulicu se nalaze dva mala ureda, a na katu je privatni ured. 
Iz dvorišta zgrada izgelda potpuno drugačije nego s ulične strane. Kvalitete Barragánove arhitekture su najizražajnije u interijeru gdje se igra s jakim neharmonijskim shemama boja (npr. snažna ružičasta ili žuta u kontrastu sa sivim betonom), tako se grubo vulkansko kamenje u predvorju proteže kroz druga vrata u hodnik. Vrt je u početku bio zamišljen kao velika ravna travnata površina, ali je Barragán kasnije pustio da raste potpuno slobodno.
- Pogled na kuću s ulice
- Predsoblje
- Stube čitaonice su jedan od najpoznatijih detalja kuće
- Dnevni boravak s pogledom na vrt
- Veranda na krovu

## Vanjske poveznice
- Službena stranica instituta  Arhivirana inačica izvorne stranice od 8. veljače 2010. (Wayback Machine)
- Fotografije na UNESCO-ovim službenim stranicama  Arhivirana inačica izvorne stranice od 5. veljače 2012. (Wayback Machine) (engl.)